# Doctor Who (13.ª temporada)
A décima terceira temporada (a trigésima nona temporada no total) da série de televisão britânica de ficção científica Doctor Who nomeada de Doctor Who Flux estreou no dia 31 de outubro de 2021. A temporada é a terceira e última a ser comandada por Chris Chibnall como escritor principal e produtor executivo. A temporada foi composta por seis episódios e três especiais em 2022.
A série consistite em seis episódios, que formarão uma única história em toda a série, seguidos por três especiais transmitidos ao longo de 2022. Os seis episódios foram dirigidos por Jamie Magnus Stone e Azhur Saleem. Ao lado de Chibnall, os escritores incluem Ed Hime e Maxine Alderton, que retornaram da escrita da série anterior.

## Elenco
A temporada é a terceira e última de Jodie Whittaker como a Décima terceira Doutora. Mandip Gill como Yasmin Khan. Após as saídas de Bradley Walsh e Tosin Cole em "Revolution of the Daleks", John Bishop se juntou ao elenco da série como "Dan".

## Produção

### Desenvolvimento
A décima terceira temporada foi anunciada pelo showrunner Chris Chibnall, e está em desenvolvimento desde novembro de 2019, antes mesmo da estreia da décima segunda temporada.

### Roteiro
Após escrever o oitavo episódio da décima segunda temporada, "The Haunting of Villa Diodati", Maxine Alderton foi listada em seu currículo como uma "escritora principal" da décima terceira temporada. Ed Hime, que escreveu "It Takes You Away" e "Orphan 55" foi listado para escrever um episódio para a temporada. Em abril de 2020, Chibnall confirmou que o desenvolvimento da temporada havia começado e continuado remotamente durante a pandemia de COVID-19.

### Filmagem
De acordo com a produtora Tracie Simpson, a pré-produção para a décima terceira temporada foi programada para começar em junho de 2020, com as filmagens originalmente programadas para setembro do mesmo ano. As filmagens começaram em novembro de 2020 e durarão dez meses. O período de produção renderá oito episódios, reduzindo três dos onze anteriores padrões devido à pandemia de COVID-19.

## Episódios
| História | Episódio | Título                                                 | Dirigido por       | Escrito por                      | Exibição original      | Audiência no Reino Unido (milhões) | AI |
| --- | -------- | ------------------------------------------------------ | ------------------ | -------------------------------- | ---------------------- | ---------------------------------- | -- |
| 297a | 1        | "The Halloween Apocalypse" "O Apocalipse do Halloween" | Jamie Magnus Stone | Chris Chibnall                   | 31 de outubro de 2021  | 5,81                               | 76 |
| A Doutora e Yaz perseguem Karvanista, da espécie Lupari, até Liverpool, onde ele rapta o vendedor Dan Lewis. A Doutora experiencia uma visão psíquica do misterioso Enxame, que alega compartilhar uma história com ela, escapando de sua prisão pela Divisão dos Senhores do Tempo. Antes de deixar Liverpool, a Doutora e Yaz encontram Claire, uma mulher do futuro delas. Pouco tempo depois, um Anjo Lamentador envia Claire para 1965. Na nave de Karvanista, Yaz resgata Dan enquanto a Doutora confronta Karvanista sobre sua conexão com a Divisão, antes de perceber o aparente plano de invasão dos Lupari. Karvanista os conta que os Lupari estão na verdade salvando a humanidade da destruição da Terra pelo Fluxo, um fenômeno desconhecido que consome tudo e desafia as leis do espaço-tempo. O Fluxo faz com que Vinder, o único ocupante de um remoto posto espacial, evacue e chame a atenção dos Sontarianos. Após outra visão psíquica entre a Doutora e o Enxame, o Fluxo acelera seu ataque à Terra. A Doutora faz com que Karvanista forme um escudo protetor junto com as outras naves Lupari, protegendo a Terra do Fluxo. Incapaz de se transportar atrás do escudo, a TARDIS é levada pelo Fluxo, com a Doutora, Yaz e Dan dentro. |          |                                                        |                    |                                  |                        |                                    |    |
| 297b | 2        | "War of the Sontarans" "A Guerra dos Sontarans"        | Jamie Magnus Stone | Chris Chibnall                   | 7 de novembro de 2021  | 5,13                               | 77 |
| A Doutora, Yaz e Dan acordam em Sebastopol na época da Guerra da Crimeia, onde os Sontarianos substituíram os russos ao longo da história, e conhecem Mary Seacole e o General Logan. Os efeitos do Fluxo enviam Dan de volta a Liverpool em 2021, e Yaz a um templo danificado cheio de padres moribundos, ao lado de Joseph Williamson e Vinder. A Doutora deduz que os Sontarianos passaram pelas defesas dos Lupari. Dan se infiltra no estaleiro dos Sontarianos. Enxame chega ao templo e revela que ele está na região de Atropos no planeta Tempo, matando os sacerdotes e tomando Yaz e Vinder como reféns. A Doutora convoca Seacole para coletar informações sobre o acampamento Sontariano, depois convoca os Sontarianos para negociar uma retirada, apenas para serem presos pelos soldados de Logan, que mais tarde trava uma batalha desastrosa com eles. A Doutora se reagrupa com os homens de Seacole e Logan, e eles interrompem os suprimentos dos Sontarans, mas Logan renega e bombardeia o acampamento. Os Sontarianos descobrem Dan, mas Karvanista o resgata antes de destruir o estaleiro, o que redefine a linha do tempo. A Doutora consegue recuperar a TARDIS e salvar Dan, mas ela é sequestrada e levada ao templo, onde são forçados a observar enquanto Enxame está prestes a matar Yaz e Vinder. |          |                                                        |                    |                                  |                        |                                    |    |
| 297c | 3        | "Once, Upon Time" "Era Uma Vez No Tempo"               | Azhur Saleem       | Chris Chibnall                   | 14 de novembro de 2021 | 4,70                               | 75 |
| A Doutora salta na tempestade temporal do templo e paralisa o Enxame, escondendo Dan, Yaz e Vinder em seus passados, embora com muitos detalhes alterados. Vinder relutantemente revive seu tempo ajudando o ditador Grande Serpente e seu rebaixamento de cargo ao revelar os crimes da Serpente. Bel, uma sobrevivente do Fluxo, viaja por suas ruínas em uma nave Lupari, evitando Daleks, Sontarianos e Cybermen. A Doutora entra em seu próprio fluxo temporal e recupera memórias de sua encarnação passada, a Doutora Fugitiva, e de seu tempo na Divisão. É revelado que ela e Karvanista já haviam invadido o templo para derrotar o Enxame e resgatar os sacerdotes. A Doutora atual encontra os sacerdotes e os incentiva a retornar à vida e ao templo, mas eles a separam de seu passado para protegê-la. Uma antiga entidade misteriosa repreende a Doutora. É revelado que Bel está procurando por Vinder, seu amante, e está grávida de seu filho. A Doutora retorna Yaz, Dan e Vinder ao presente e corrige os fluxos temporais. Ela retorna Vinder ao seu planeta natal devastado pelo Fluxo, após o qual um Anjo Lamentador que estava perseguindo Yaz intercepta a TARDIS.<no/include> |          |                                                        |                    |                                  |                        |                                    |    |
| 297d | 4        | "Village of the Angels" "O Vilarejo dos Anjos"         | Jamie Magnus Stone | Chris Chibnall e Maxine Alderton | 21 de novembro de 2021 | 4,57                               | 79 |
| A Doutora reinicia a TARDIS, forçando o Anjo a sair e deixando-os presos na vila inglesa de Medderton, em 1967. O ex-soldado Professor Jericho conduz experimentos psíquicos em Claire, que foi enviada de volta no tempo pelo mesmo Anjo que sequestrou a TARDIS. Um anjo envia Yaz e Dan de volta a Medderton em 1901, onde encontram uma garota desaparecida chamada Peggy. Eles descobrem uma barreira para 1967 e para o futuro de Peggy, que teve que viver o resto de sua vida até então. A Doutora, Claire e Jericho se protegem em seu porão enquanto os Anjos se aproximam. Claire revela que está tendo visões onde ela se torna um Anjo, hospedando um que fixou-se em sua mente. Conectando-se telepaticamente ao Anjo, a Doutora descobre que ele está se escondendo dos outros Anjos, que estão atrás dele sob as ordens da Divisão. A Doutora e Claire escapam por um túnel cercado por Anjos, enquanto Jericho é enviado para 1901. A Doutora descobre que os Anjos tomaram a vila fora do tempo para capturar o Anjo desonesto, que revela que ofereceu a Doutora aos Anjos para sua segurança. A Doutora é transformado em um anjo e transportado para a Divisão, deixando os outros presos em 1901. Bel chega em Puzano e vê o cúmplice do Enxame, Azure, enganando os sobreviventes para que sejam coletados para obter energia. Ela salva um morador local de cair na armadilha e deixa uma mensagem para Vinder.                                                                   |          |                                                        |                    |                                  |                        |                                    |    |
| 297e | 5        | "Survivors of the Flux" "Sobreviventes do Fluxo"       | Azhur Saleem       | Chris Chibnall                   | 28 de novembro de 2021 | 4,83                               | 77 |
| Os Anjos Lamentadores transportam a Doutora para a Divisão, onde ela conhece a entidade que a havia castigado anteriormente, revelada ser sua mãe adotiva, Tecteun. Ela revela que a Divisão orquestrou o Fluxo, uma onda de antimatéria, para matar o Doutor por interferir em seus planos, e que eles têm conhecimento do multiverso. Em 1904, Yaz, Dan e Jericho vasculham o mundo em busca de artefatos e médiuns para decifrar quando o mundo acabará. Eles conhecem Williamson, que descobriu várias portas que levavam a vários outros lugares enquanto escavava túneis sob Liverpool. Ao longo de muitos anos, a Grande Serpente se infiltra na UNIT como oficial, eliminando aqueles que representam uma ameaça para ele. Após ser ameaçado por Kate Stewart, ele desativa todas as defesas da UNIT, permitindo que os Sontarianos entrem na Terra. Vinder descobre o Enxame coletando energia dos sobreviventes do Fluxo, mas ele é capturado e preso em um dispositivo chamado Passageiro, onde conhece a amiga de Dan, Diane, que havia sido sequestrada anteriormente pelo Enxame e por Azure. A Doutora observa impotente enquanto o Enxame chega, desintegrando Tecteun e ameaçando fazer o mesmo com ela. |          |                                                        |                    |                                  |                        |                                    |    |
| 297f | 6        | "The Vanquishers" "Os Conquistadores"                  | Azhur Saleem       | Chris Chibnall                   | 5 de dezembro de 2021  | 4,64                               | 76 |
| A Doutora é dividida em três cópias devido à distorção do tempo, enquanto Azure revela que ela e o Enxame planejam transformar o Fluxo em um veículo de destruição universal constante. Yaz, Dan, Jericho e Williamson viajam para 2021 e conhecem Kate Stewart e a segunda cópia, que diz a Claire e Jericho para se infiltrarem nos Sontarianos e tirar sua TARDIS de Kate. A terceira bate a nave de Bel no comando Sontariano. Os Sontarianos expulsam a terceira cópia, que a segunda resgata, e cometem genocídio contra os Lupari. Eles oferecem uma aliança com os Cybermen e Daleks, um estratagema para sacrificá-los ao Fluxo enquanto o escudo Lupari abriga os Sontarianos. Claire escapa dos Sontarianos; mas Jericho não consegue. As duas cópias resgatam Vinder e Diane, e reformam o escudo Lupari atrás dos Sontarianos, deixando o Fluxo consumir os Sontarianos, Jericho, Daleks e Cybermen, e ser absorvido pelo Passageiro. Azure e Enxame trazem a primeira cópia para Atropos para sacrificá-la ao Tempo, mas o Tempo destrói a dupla e reúne-se à Doutora, dizendo-lhe para tomar cuidado com as forças que se concentram contra ela e seu mestre. Usando as portas do túnel, Kate e Vinder abandonam a Serpente em um pequeno asteróide. Vinder e Bel decidem viajar com Karvanista. Diane recusa a oferta de encontro de Dan, enquanto a Doutora convida Dan para se juntar a ela e Yaz. Ela deposita suas memórias perdidas no interior da TARDIS, decidindo viver sem elas. |          |                                                        |                    |                                  |                        |                                    |    |